# Maniraptora
Maniraptora là một nhánh khủng long đuôi rỗng bao gồm các loài chim và khủng long không biết bay. Nhánh này bao gồm phân nhóm chính Avialae, Deinonychosauria, Oviraptorosauria và Therizinosauria. Ornitholestes và Alvarezsauroidea thường cũng được xem thuộc nhánh này.